# Illes Paracel
Les illes Paracel o també Illes Xisha (de vegades, illes Paracels), antigament, i de forma més correcta, Illes del Placel o Pracel en portuguès, (en xinès: 西沙群島/ en pinyin: Xīshā Qúndǎo; vietnamita: Quần đảo Hoàng Sa/ 群島黃沙) són un grup d'illes i esculls en el Mar de la Xina Meridional. Són part de les illes del mar de la Xina Meridional, aproximadament a un terç de la distància des del Vietnam central al nord de les Filipines. La seva sobirania se la disputen Vietnam i la Xina.

## Geografia

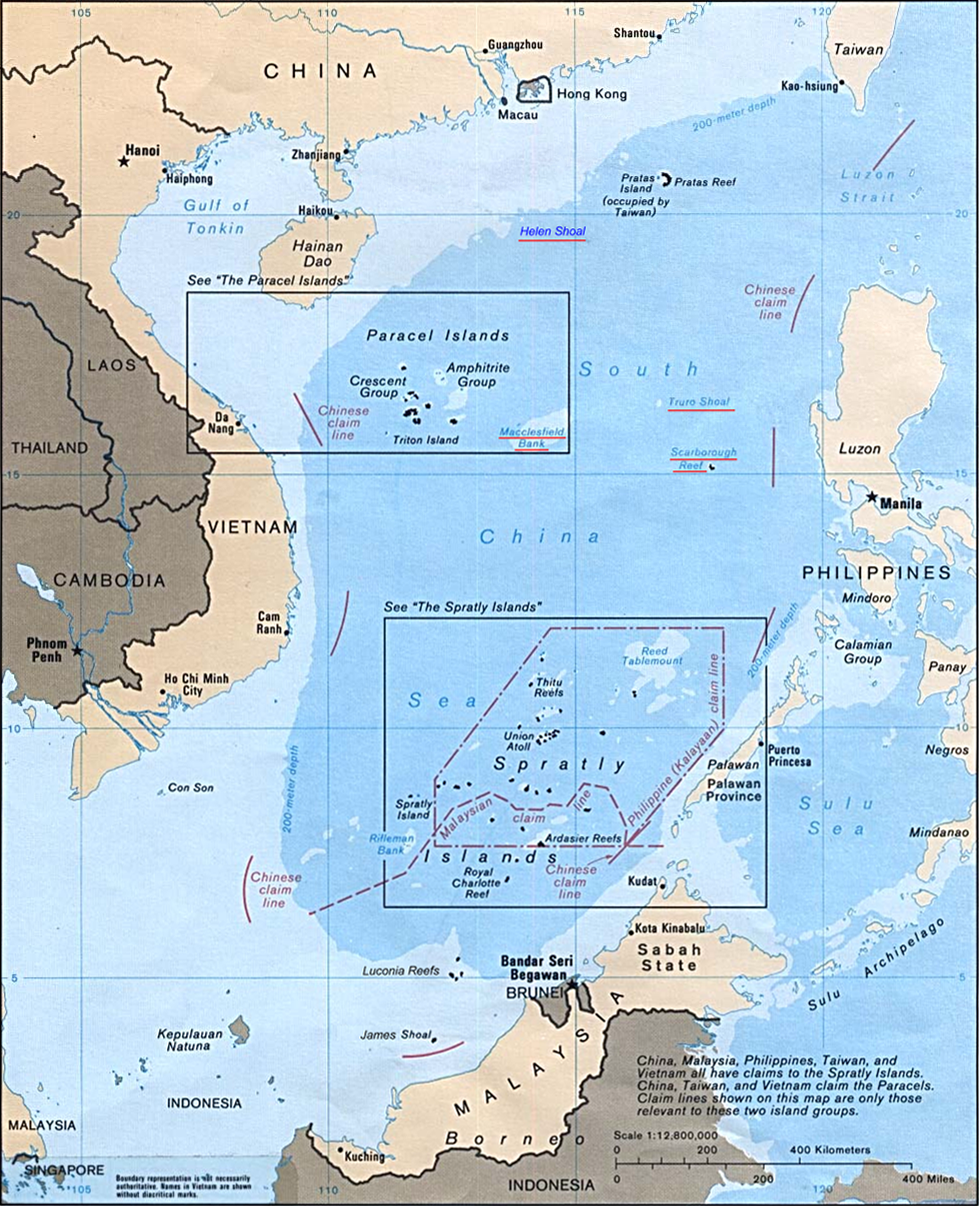
Posició relativa

- Nom: Al segle xvi els portuguesos van batejar l'arxipèlag com Ilhas do Pracel (illes del Plaer)
- Localització geogràfica: 16° 40′ N, 112° 20′ E / 16.667°N,112.333°E /,[3]
- Costa: 518 km
- Clima: tropical
- Extrems geogràfics:
  - punt més baix: Mar del Sud de la Xina 0 m
  - punt més alt: punt sense nom a l'Illa Rocky 14 m
- Recursos naturals: estan envoltades de zones de pesca i de potencials reserves de petroli i gas natural.
- Perills naturals: tifons

## Conflicte entre Xina i Vietnam
Abans de 1932, les illes Paracels apareixien en els mapes de la Xina de la dinastia Qing i la República de la Xina, a més de en mapes vietnamites de la Dinastia Nguyen. A la caiguda de la dinastia manxú (Qing) el nou govern revolucionari de la província de Guangdong va decidir posar les illes Paracel sota jurisdicció del comtat de Ya Xian de la prefectura de Hainan el 1911. El govern militar del Sud de la Xina el 1921 va confirmar la decisió i Xina va continuar exercint autoritat sobre les illes Paracel i Spratly a la mar del Sud de la Xina mitjançant la concessió de llicencies o contractes a comerciants privats xinesos. El 1932, França van reclamar les Paracels i les Spratly ocasionant la protesta de la Xina i Japó. El 1933 França va ocupar algunes illes i va annexionar formalment les Paracels i les Spratlys, que va incorporar a la Indoxina Francesa, i hi va construir algunes estacions meteorològiques (la més important la de l'illa Pattle) però va permetre l'activitat dels pescadors xinesos, tant els que vivien allí com els que s'hi acostaven. El 1939 Japó va ocupar les illes expulsant els francesos i el 1941, l'Imperi Japonès va declarar les Paracel i les Spratly com a part de Taiwan, aleshores sota el seu govern directe. Després de la derrota del Japó en la Segona Guerra Mundial, la Declaració del Caire i la Declaració de Potsdam concediren el control de les illes a la República de la Xina i a finals del 1946 foren ocupades per la Xina (aleshores la Xina Nacionalista) però els francesos els les van disputar i van establir algunes posicions a les Paracels occidentals. El Japó hi va renunciar en els acords de Ginebra de 1954 i de la Conferència van sorgir dos estats del Vietnam dividits pel paral·lel 17 i, per tant, les illes van quedar pel Vietnam del Sud, que havia de ser un estat neocolonial francès. El 1956, amb la retirada francesa, el Vietnam del Sud es va fer càrrec de les bases a les Paracel, especialment la base naval de l'illa Pattle. El 19 de gener de 1974 tropes de la República Popular de la Xina van ocupar les illes Paracel derrotant una guarnició sudvietnamita en la batalla de Hoang Sa. Les illes van passar a la Xina Popular però van ser reclamades per la República de la Xina (Taiwan) i per la República Socialista del Vietnam. El juliol del 2012 l'Assemblea Nacional del Vietnam va aprovar la llei que demarcava la frontera marítima del país incloent les illes Paracel i Spratly; com a resposta al moviment vietnamita el govern de Beijing va anunciar l'establiment de la ciutat a nivell de prefectura de Sansha, abraçant les Paracel i les Spratly.

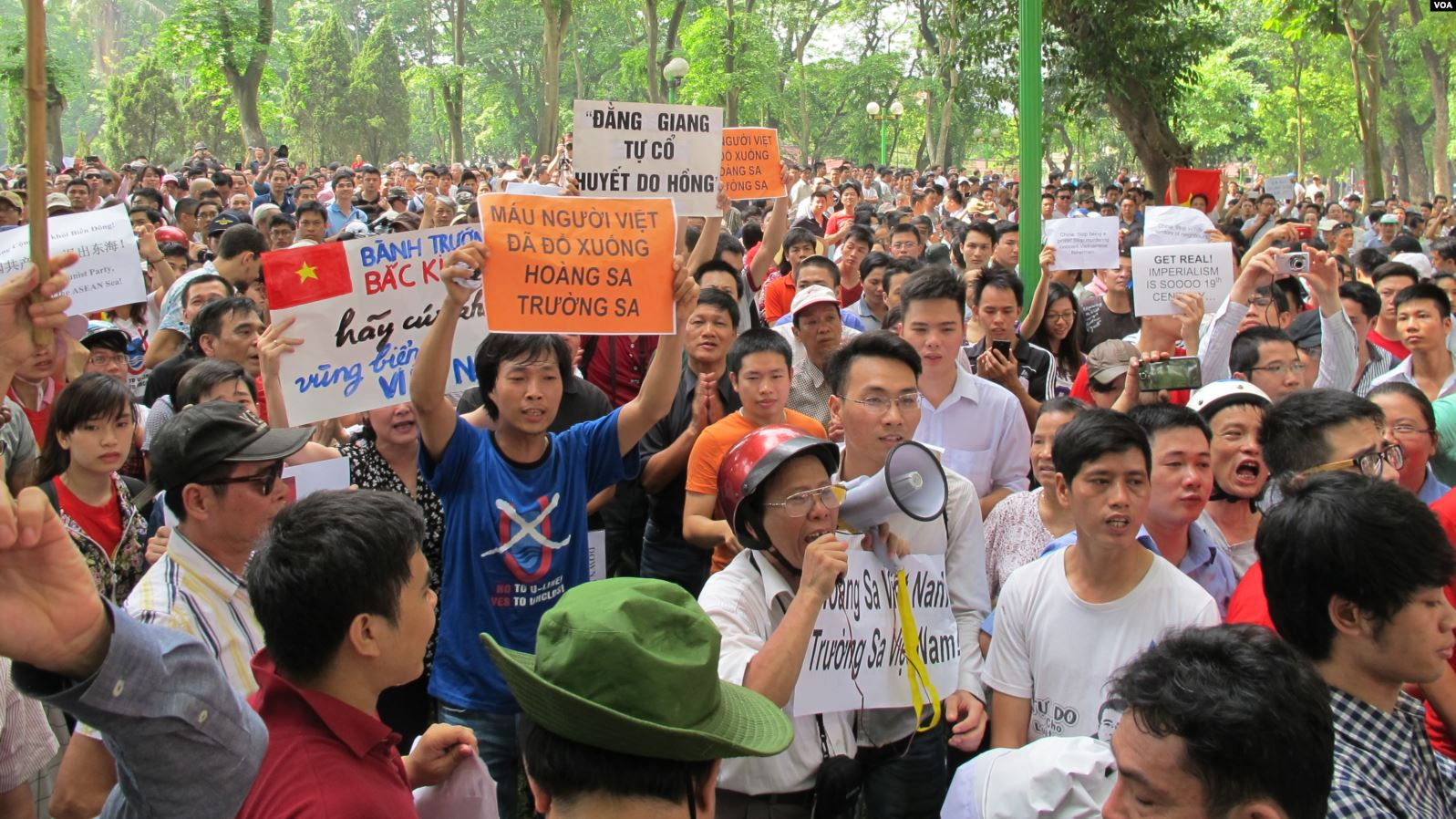
Protestes antixineses a Hanoi (maig 2014).

Al maig de 2014 es va produir un esclat de violència antixinesa al Vietnam — va haver-hi diversos morts i centenars de ferits — provocat per la instal·lació per l'empresa estatal xinesa CNOOC d'una plataforma petroliera en les aigües de les illes objecte de disputa entre els dos països. Les autoritats xineses van respondre reafirmant la seva sobirania i assegurant que «la plataforma seguirà funcionant». El diari semioficial xinès Global Times va arribar a amenaçar amb l'ús de la força per posar fi al que qualificava de «provocació del Vietnam», ja que «si la Xina no mostra la seva potència, la seva determinació a defensar la integritat territorial serà al final subestimada». Per la seva banda el primer ministre vietnamita Nguyen Tan Dung i el president de la República Truong Tan Sang van animar els seus compatriotes a acudir pacíficament a les manifestacions en defensa «de la sagrada sobirania del país» que s'havien convocat per als dies següents. En previsió que es produïssin nous incidents violents diverses empreses multinacionals van tancar temporalment les seves instal·lacions.